# Phonologie de l'arabe
Pour un article plus général, voir Arabe.
Le système phonologique décrit ici est celui de l'arabe classique « théorique » ; l'arabe, en effet, n'est pas prononcé uniformément d'un pays à l'autre, tant s'en faut. Les faits de langues concernant les prononciations dialectales seront cependant signalés. Ces différences se retrouvent dans les différents cours et vidéos en ligne disponibles,,. Pour une description de l'alphabet et des règles d'écriture, consulter Alphabet arabe.

Les variétés de la langue arabe à travers le monde.

## Système de syllabes

### Rôle sémantique des consonnes

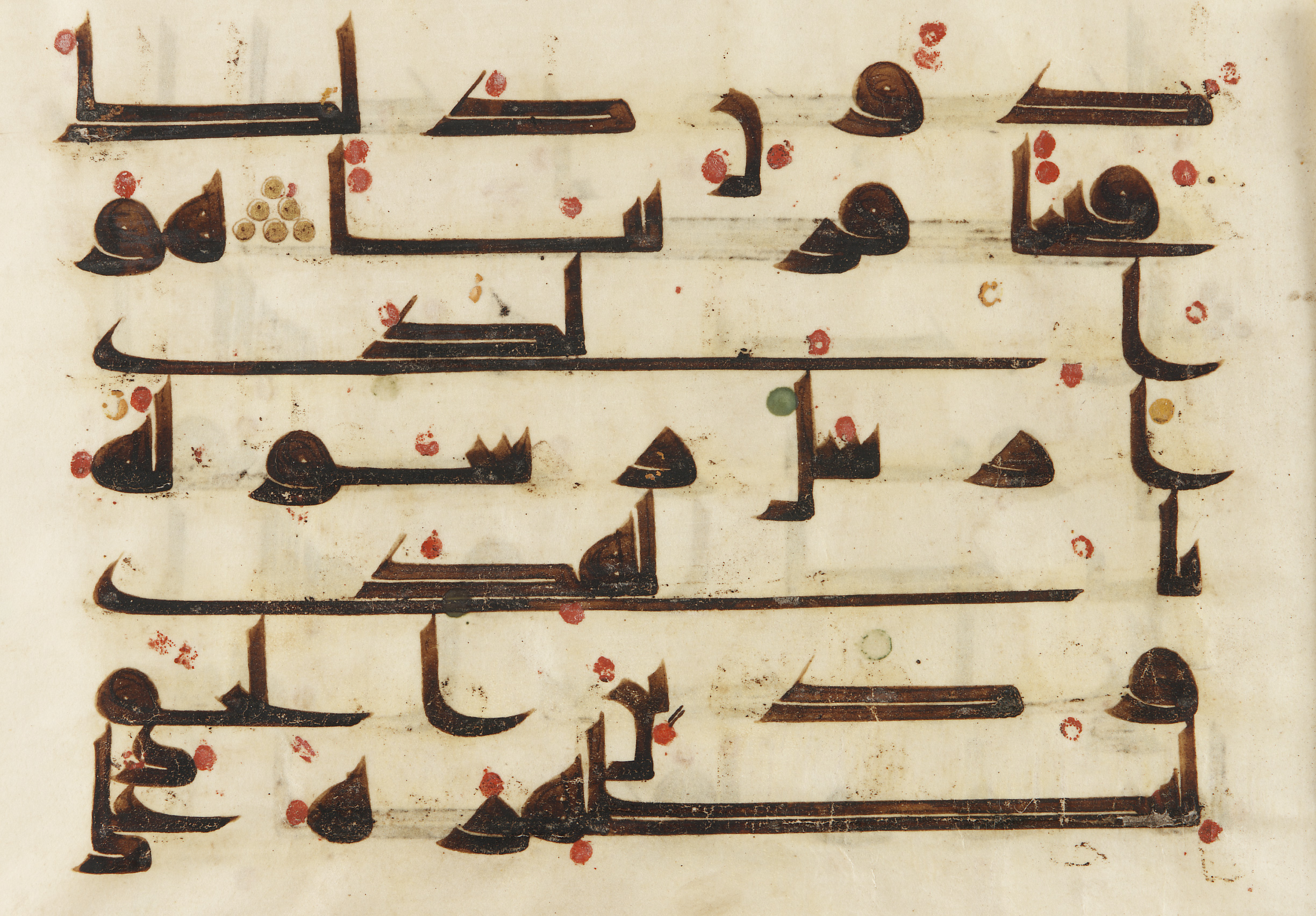
Folio de Coran. L'écriture coufique ne note que le squelette consonantique ; et les points diacritiques des consonnes étaient initialement absents.

L'arabe est une langue sémitique, type de langue pour lequel les consonnes sont fondamentales. La sémantique est avant tout portée par le squelette formé par les consonnes des mots ; de leur côté les voyelles sont peu variées et indiquent, par rapport à ce squelette de consonnes, des variations grammaticales, ou des variations sémantiques au sein d'une même famille de mots. Ceci explique que les voyelles faibles peuvent souvent être élidées dans le discours parlé, que ce soit à l'intérieur des mots, ou dans les suffixes grammaticaux. Mais inversement, ces voyelles même faibles sont fondamentales pour comprendre la grammaire et l'orthographe de l'arabe classique.
Même si la consonne est fondamentale sur le plan sémantique, cette « articulation » qu'elle fournit sur le plan phonétique ne peut exister qu'en étant « mise en mouvement » par une voyelle, dont l'existence est souvent implicite dans les langues à alphabet consonantique, mais qui n'en sont pas moins indispensables à la prononciation :
« Le son articulé forme seul une véritable syllabe ; mais il faut observer que, dans un son articulé, l'articulation précède toujours le son. Cela ne peut être autrement, puisque l'articulation dépend d'une certaine disposition des parties de l'organe , et que ces parties, disposées d'une manière convenable, ne sont mises en jeu que par l'émission de l'air qui leur fait violence pour s'échapper et pour former un son. De là il suit que toute articulation doit être suivie d'un son ; et que, par conséquent, il ne peut y avoir plusieurs consonnes de suite sans l'interposition d'une voyelle. ».
De base, la syllabe arabe se compose ainsi pour l'oral de deux éléments fondamentaux :
- La consonne, explicitement marquée, et qui porte la sémantique ;
- La voyelle, généralement implicite, qui permet de « mettre en mouvement » cette consonne à l'audition. Elle n'est généralement notée (quand elle l'est) que par un diacritique, et par défaut se réduit à un faible shewa indéterminé, noté « a » ou « e ».

### Syllabes courtes et longues
Dans ce système essentiellement consonantique, il ne peut pas y avoir de voyelle « nue » ; une voyelle se rattache toujours à une consonne initiale. Ensuite, la voyelle étant émise, elle peut s'éteindre sans complément, ou au moyen d'une « consonne » secondaire servant d'arrêt ou de complément. L'arabe distingue ici entre les « syllabes courtes », formées simplement par une consonne et une voyelle, et les « syllabes longues », qui sont fermées par une « consonne » secondaire. En outre, une syllabe peut être « longue » parce que la voyelle émise porte elle-même un accent de durée.
« Chaque syllabe commence en arabe par une consonne. On distingue les syllabes en syllabes simples et syllabes mixtes. Une syllabe simple (ou ouverte) est formée d’une consonne et d’une voyelle (qui peut être longue, c’est-à-dire suivie d’une lettre de prolongation). Une syllabe mixte est composée d’une consonne, d’une voyelle, et d’une autre consonne marquée d’un djezma (ــْـ). Il n’y a pas en arabe de syllabe qui commence par deux consonnes sans l’intermédiaire d’une voyelle. ».
Les syllabes en arabe seront finalement de trois types :
- Syllabes courtes, ouvertes, formées d'une consonne suivie d'une voyelle courte ;
- Syllabes longues fermée par une consonne « normale », sans voyelle propre ; dans ce cas la consonne est rattachée à la syllabe qui la précède.
- Syllabes à voyelle longue, considérées comme fermées par une « lettre de prolongation », qui donne un caractère allongé à la voyelle qui précède, et s'accorde à cette voyelle : ya ﻱ pour prolonger un « i » ; waw ﻭ pour un « u », et alif ﺍ pour un « a ».

La syllabe « fermée », ou « artificielle », est formée d’une consonne, de la voyelle attachée, et d’une autre consonne qui ne porte aucune voyelle mais un signe (ــْـ) nommé « djezma » (جَزْم), dont le nom signifie séparation ou césure. On le nomme aussi soukoun (سـُكـُون), c’est-à-dire repos. Une lettre marquée d’un djezma est dite « en repos » ou « quiescente ».
De ce fait, dans l’enchaînement de syllabes, le djezma ne reflète pas réellement la succession de deux consonnes, mais bien l’enchaînement d’une syllabe fermée avec la suivante : « djezma » est formé de deux syllabes « djez-ma » séparés par une césure ou un repos. Le djezma peut être considéré comme le signe d’une voyelle intercalaire très brève. Lorsqu’une consonne marquée d’un djezma (ــْـ) est suivie d’un son simple, c’est-à-dire d’un alif hamzé ٲ mû par une voyelle, il ne faut pas joindre le son avec la consonne qui le précède, mais il faut le prononcer comme s’il y avait, après cette consonne, un « e » très bref. Ainsi les mots قـُرْءَان, يَسْأَلُ, شَيْـًٔا, doivent être prononcés kor-ânon, yés-alou, schéy-an, et non pas ko-rânon, yé-salou, sché-yan.

### Voyelles absentes ou sans support
La structure syllabique stricte de l'arabe, strictement limitée à ces trois types de syllabes, impose des contraintes sur l'écriture et la grammaire :
- Attaque vocalique et hamza :

Les mots qui commencent apparemment par une voyelle sont en réalité mis en mouvement par une consonne minimale dite « attaque vocalique » ou « occlusive glottale », consonne faible voire très faible, notée hamza (ــٔـ). Cette « attaque vocalique » est en français celle qui fait la différence entre « océane » (sans attaque) et « oh ! c'est Anne » (avec une réattaque vocalique devant « Anne » si on le prononce sans liaison). C'est le même son qui est prononcé en allemand devant une voyelle initiale et que les germanophones appellent Knacklaut.
De même, lorsqu'à l'intérieur d'un mot deux voyelles se font suite, elles sont toujours séparées par une hamza (ــٔـ) qui impose une diérèse, et décompose cette association en deux syllabes, séparées par la consonne faible de réattaque vocalique. Cette diérèse est plus marquée que celle qui en français fait la différence entre « poète » et « pouet ».
Il y a beaucoup de rapport entre la prononciation du ‘ain ع et celle du hamza ء, si ce n’est que le ع s’articule plus fortement. La figure même du hamza ء, qui n’est autre chose qu’un petit ‘ain ع, indique cette analogie. Toutefois le ‘ain est une consonne voisée, fricative putôt qu'occlusive, dont le son est très proche de celui du « r anglais ».
- Consonne finale et sukun :

Une consonne sans voyelle, notée par un sukun (ــْـ), ne peut se présenter qu'en fin de syllabe et derrière une voyelle courte. Il ne peut donc pas y avoir deux consonnes consécutives portant un sukun (ــْـ).
Un mot ne peut pas commencer par deux consonnes sans voyelle intermédiaire, comme en français pour le mot « spécial ». Lorsque cette configuration se présente (notamment à l'impératif), l'arabe rajoute systématiquement devant les deux consonnes une voyelle épenthétique courte (comme en français dans la prononciation « espéciale »), et cette voyelle doit elle-même être portée si nécessaire par une hamza instable. Dans les mots d’origine étrangère au commencement desquels il se trouve deux consonnes de suite, l’arabe ajoute avant la première un alif ا mû le plus souvent par un kesra (ــِـ) : c’est ainsi que du mot grec κλίμα / klíma, « inclinaison (du ciel) » s'est formé le mot إِقْلــِـيم, et qu’en français les mots « esprit » et « écrire » dérivent du latin spiritus et scribere. Par la même raison, dans la prononciation vulgaire, où la voyelle de la première syllabe d’un mot est souvent supprimée, on ajoute au commencement de ce mot un اِ (alif avec un kesra), lettre qui ne s’écrit pas mais qui se prononce.
- Consonnes doubles et shadda :

Les déclinaisons sémantiques forment fréquemment des termes dérivés au moyen d'un shadda (ــّـ), généralement interprétée comme un signe de gémination de la consonne. Cependant, il ne s'agit pas d'une « consonne double » ouvrant ou fermant une syllabe, puisqu'un shadda est l'équivalent d'une duplication de la consonne sans voyelle intermédiaire. Une consonne portant un shadda (ــّـ) ne peut donc se présenter qu'en fin de syllabe, et derrière une voyelle (normalement courte, mais il y a quelques exceptions). L'interprétation d'un shadda (ــّـ) est qu'il vient allonger la syllabe précédente en la fermant par une duplication de la consonne suivante. Dans le découpage syllabique, les deux occurrences de cette consonne appartiennent à des syllabes différentes, et un mot comme مُدَرِّسَة (mudarrisah, enseignante) se décompose en mu-dar-ri-sah.
Une lettre de prolongation fermant une syllabe, elle ne peut pas être suivie d'un sukun (ــْـ), ni d'un shadda (ــّـ) sauf cas particulier. Ce concours n’a lieu après une lettre de prolongation qu’au duel et au pluriel de l’aoriste et de l’impératif énergique, dans la onzième conjugaison et dans les dérivés des verbes sourds ; quand de ces deux lettres, la première est une lettre de prolongation (c’est-à-dire un ا après un fatha (ــَـ), et théoriquement un و après un dhamma (ــُـ), ou un ي après un kesra (ــِـ)), que ces deux lettres ne sont pas radicales, et que la seconde est une consonne non écrite mais signalée par un teschdid (ــّـ), comme dans les mots مَادٌّ ou دَالٌّ.

### Lettres faibles
Les trois « lettres faibles » sont ya ﻱ, qui correspond au « i » ; waw ﻭ qui correspond au « u », et alif ﺍ qui correspond au « a ». Ces lettres ا, و, ي, s’appellent « infirmes » parce qu’elles sont sujettes à diverses permutations que les grammairiens arabes regardent comme une espèce d’infirmité.
- Ces « lettres faibles » sont utilisées dans l'écriture pour noter une lettre de prolongation, chaque lettre faible notant la prolongation de la consonne correspondante, avec laquelle elle s'accorde. Dans ce rôle, la lettre de prolongation prend la place d'une consonne pour fermer la syllabe ; mais contrairement aux consonnes elle n'est pas marquée par un sukūn (ــْـ).
- Ces lettres faibles sont également utilisées dans l'écriture comme support de la hamza. Dans ce cas, le support s'accorde en fonction de son entourage vocalique. Il est généralement, par priorité, un ya si l'une ou l'autre des voyelles entourant la hamza est un « i », waw ﻭ s'il y a un « u », et un alif ﺍ s'il n'y a qu'un « a » ; mais la hamza est également écrite en ligne dans certains cas.

La « lettre faible », quand elle est un ya ﻱ ou un waw ﻭ, peut également jouer le rôle une consonne. En tant que consonne, la « lettre faible » correspond à la semi-voyelle Y pour ya ﻱ et W pour waw ﻭ. Il n'y a en effet pas de solution de continuité entre l'articulation faible d'un « i » et celle plus marquée d'un « y », ni entre le « ou » et le « w », de même qu'en français entre « l’iode » et « le yod ». En revanche, alif ﺍ n'est pas une consonne, et ne peut servir que de lettre de prolongation ou de support de hamza.
Mais la présence dans le squelette radical d'une semi-consonne —qui reste en même temps une semi-voyelle et reprend parfois son rôle de prolongation— induit des contraintes phonétiques et orthographiques. Ces lettres radicales particulières conduisent à des conjugaisons irrégulières, verbes « assimilés » dont la première radicale est un و, verbes « concaves » dont la deuxième radicale est une lettre faible, et verbes « défectueux » dont la troisième radicale est faible.
- La lettre faible peut par exemple clore la syllabe qui précède, mais uniquement si cette syllabe est « mise en mouvement » par un « a » neutre, ou par sa voyelle homologue (« i » pour ya ﻱ et « u » pour waw ﻭ - auquel cas elle est une lettre de prolongation). Les finales longues de type « ay » ou « aw » existent donc, et sont qualifiées de diphtongues ; mais les croisements entre extrêmes de type « iw » ou « uy » sont impossibles.
- Ces lettres sont dites « mobiles » dans leur rôle de lettre de prolongation parce que lorsque, privées de voyelle (c'est-à-dire en position de recevoir un sukun ــْـ), elles sont précédées par une voyelle qui n'est pas leur analogue, elles se changent en la lettre qui est l'analogue de la voyelle qui les précède, et subissent par conséquent son influence[13].

On évite avec le plus grand soin la rencontre des sons dhamma (ــُـ) et kesra (ــِـ), ainsi que des articulations waw (و, W) et ya (ي, Y), et réciproquement. Ils sont incompatibles entre eux. Dans les cas très-fréquents où cette rencontre a lieu, celui des deux sons incompatibles qui est le moins important pour la forme du mot se supprime, et quelquefois se change en l'autre. Le waw (و, W) et le ya (ي, Y) se contractent ensemble quand ils ne peuvent se supprimer : ils se réunissent alors par le teschdid (ــّـ).
Il faut bien distinguer le و et le ي de prolongation, des mêmes lettres djezmées (ــْـ). Le و et le ي de prolongation ne doivent pas être marqués d’un djezma (ــْـ), non plus que l’alif bref ou le ى qui le remplace.
Lorsque le و et le ي sont marqués d’un djezma (ــْـ), ils doivent conserver leur valeur dans la prononciation. Le و dans ce cas forme en principe une diphtongue avec la voyelle qui le précède, par exemple يَوْمٌ prononcé ya-u-mun (ce qui ne diffère pas tellement de yaw-mun). Le ي dans le même cas doit se prononcer avec la voyelle qui le précède, par exemple أَيْدـِـى se prononcera ay-di. Dans le langage vulgaire, toutefois, le و quiescent après un fatha (ــَـ) se prononce le plus souvent comme « au », et le ي dans le même cas comme notre « ê ». On aura ainsi par exemple يَوْم yaum plutôt que ya-oum, et أَنْسَيْتُ ansêtou ou ansêt plutôt que ansaytou.

## Consonnes

Points d'articulation des différentes consonnes.

Les phonèmes, le cas échéant, sont notés par paire, sourd d'abord puis sonore. La deuxième ligne représente la transcription traditionnelle, la troisième est la lettre arabe équivalente. La transcription phonétique est en API.
|            |                     | Bilab./ Labio-dent. | Interdental | Alvéolaire | Alvéolaire | Palat. | Vél.    | Uvul.   | Pharyng. | Glot. |
| Ordinaire  | emphatique          | Bilab./ Labio-dent. | Interdental |            |            | Palat. | Vél.    | Uvul.   | Pharyng. | Glot. |
| ---------- | ------------------- | ------------------- | ----------- | ---------- | ---------- | ------ | ------- | ------- | -------- | ----- |
| Nasales    | Nasales             | m م                 |             | n ن        |            |        |         |         |          |       |
| Occlusives | Sourde (non voisée) |                     |             | t ت        | tˤ ط       |        | k ك     | q ق     |          | ʔ ء   |
| Occlusives | Sonore (voisée)     | b ب                 |             | d د        | dˤ ض       | dʒ ج   | (g)     |         |          |       |
| Fricatives | Sourde (non voisée) | f ف                 | θ ث         | s س        | sˤ ص       | ʃ ش    | x ~ χ خ | x ~ χ خ | ħ ح      | h ه   |
| Fricatives | Sonore (voisée)     |                     | ð ذ         | z ز        | ðˤ ظ       |        | ɣ ~ ʁ غ | ɣ ~ ʁ غ | ʕ ع      |       |
| Spirantes  | Spirantes           | w و                 |             | l ل        | (lˤ ل)     | j ي    |         |         |          |       |
| Vibrantes  | Vibrantes           |                     |             | r ر        |            |        |         |         |          |       |

Notez que [w] est en fait une spirante labio-vélaire ; /t/ et /d/ sont des apico-dentales, comme en français.
- Les consonnes peuvent être géminées, et sont alors réalisées comme de véritables géminées en position intervocalique -dd- = [-dd-], par un allongement de la consonne ailleurs : -ff- = [fː] ;
- ǧīm est prononcé [dʒ], [ʒ][16] ou [g] (ce dernier au Caire)[17]
- tāʾ et kāf sont légèrement aspirés.

### Les «R»
Les lettres « R » correspondent à des sons existants en français, la difficulté étant de les distinguer alors que le français ne le fait pas.
- L'arabe distingue entre le ر /r/), généralement transcrit ‹ r › et qui est un r roulé du bout de la langue, par opposition à غ /ʁ/, c'est-à-dire un r uvulaire, comme en français standard.
- rāʾ est fortement roulé (espagnol perro /ˈpe.ro/), et jamais battu (espagnol pero /ˈpe.ɾo/). Il est souvent long [rː] ;
- L'arabe distingue d'autre part entre غ /ʁ/, r uvulaire (« grasseillé »), qui est voisé, et خ /x/, de même articulation mais sourd. Ce dernier est le son de la jota espagnole, ou de ‹ ch › allemand dans Ach!. Ce son existe en français comme allophone de /ʁ/ comme dans le mot « partez » (par opposition au r sonore de « bardé »).
- ḫāʾ est bien réalisé comme le [ x] (allemand Buch /buːx/), mais il est de plus accompagné d'une vibrante uvulaire sourde [ʀ̥]. On pourrait le noter [xʀ] s’il s’agissait d’une séquence. On a en fait un seul segment vibrant constrictif uvulaire (raison pour laquelle le symbole /χ/ serait préférable) non sonore qui est articulé fortement ;
- De plus, l'arabe distingue aussi ع /ʕ̞/ (consonne approximante pharyngale voisée).

| Les R arabes           | sourde | sonore |
| ---------------------- | ------ | ------ |
| Pharingal (en arrière) | ح /ħ/  | ع /ʕ/  |
| Vélaire (habituel)     | خ /x/  | غ /ʁ/  |
| Alvéolaire (roulé)     | —      | ر /r/  |

### Pharyngales et glottales
Les deux lettres (ع=3) et (ح=H) sont toutes deux des fricatives pharyngales articulées de la même manière, (ع=3) étant voisée et (ح=H) sourde. Ces deux sons n'existent pas en français. Ils s'apparentent au (غ=R) « grasseillé », mais articulé beaucoup plus en arrière, comme si on était étranglé.
La hamza est une attaque vocalique qui existe en français, c'est ce qui fait la différence entre « Léa » (sans attaque) et « les "A" » (avec réattaque). Bien que ne faisant officiellement pas partie de l'alphabet arabe, la hamza peut se rencontrer dans toutes les positions où l'on trouve une consonne : entre deux voyelles différentes ou identiques, mais également en début ou en fin de syllabe.

### Emphatiques

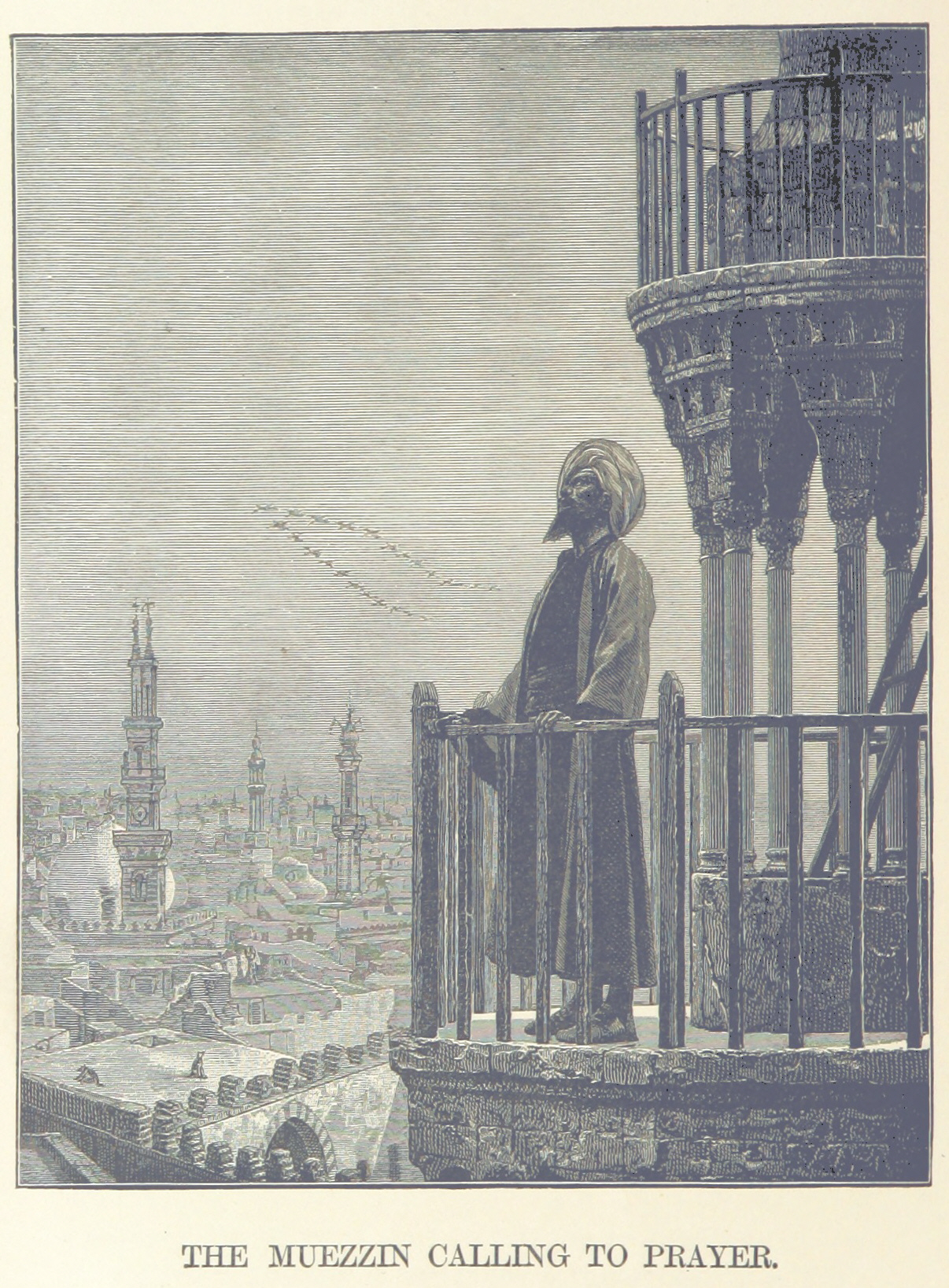
Appel du Muezzin. La phonologie de cet appel suit des règles traditionnelles.

L'arabe connaît une série de consonnes complexes, dites « emphatiques », qui comprennent, simultanément au phonème, un recul de la racine de la langue (créant ainsi une augmentation du volume de la cavité buccale) vers le fond de la bouche (recul noté en API au moyen de «  ̙ » souscrit) et une pharyngalisation (API : « ˤ » adscrit), c'est-à-dire une prononciation simultanée du phonème au niveau du pharynx, là où s'articule ḥ [ħ]. On note aussi une certaine vélarisation, ou prononciation simultanée du phonème au niveau du palais mou, le velum ou « voile du palais ».
Ainsi, une emphatique est un phonème complexe, marqué par plusieurs caractéristiques qui se superposent les unes aux autres :
- recul de la racine de la langue ;
- pharyngalisation ;
- vélarisation (à un degré plus ou moins fort).

Les consonnes emphatiques sont les suivantes :
| [t̙ˤ] | [ð̙ˤ] | [s̙ˤ] | [d̙ˤ] |
| ṭ    | ẓ    | ṣ    | ḍ    |
| ﻁ    | ﻅ    | ﺹ    | ﺽ    |

Le /l/ emphatique ne se rencontre que dans le nom Allah. De nombreux ouvrages notent, par exemple pour ṭ, [t̴], en ne gardant que le symbole pour la vélarisation.

#### Détails
- Au voisinage d'une consonne emphatique, la fatha, c'est-à-dire la voyelle a, y compris le a long (fatha-alif) se prononce [ɑ] (« a postérieur ») et non [æ] (c'est-à-dire entre [a] et [ɛ]) comme dans les autres positions ;
- ṭāʾ est une emphatique normale, c'est-à-dire une occlusive sourde apico-dentale accompagnée d'une rétraction de la racine linguale, d'une pharyngalisation et d'une vélarisation (ṣ fonctionne de la même manière, ainsi que ḷ, que l'on ne rencontre qu'en variante combinatoire, comme dans [al̙ˤl̙ˤāh]) ;
- ḍād était initialement une emphatique interdentale à résonance latérale[Quoi ?] sonore. C'est-à-dire une sorte de [ð] prononcé avec la langue placée comme pour un [l] (l'air passe des deux côtés de la langue et non pas au-dessus) puis assortie de toutes les caractéristiques des emphatiques, soit un phonème noté [ð̙lˤ], voire [ɮ̙ˤ] ; la lettre est maintenant prononcée soit [d̙ˤ] soit [ð̙ˤ] (« d [d̪] emphatique » ou « ḏ [ð] emphatique »), c'est-à-dire qu'elle a perdu son élément latéral ;
- ẓāʾ est prononcé la plupart du temps [ð̙ˤ], mais on trouve tout aussi bien [z̙ˤ] (soit « ḏ [ð] emphatique » ou « d [d̪] emphatique ») ; Canepari donne [z̙ˤ] plus « moderne » et [ð̙ˤ] plus « coranique » et considéré plus prestigieux également par ceux qui ne l’utilisent pas ; dans la pratique, ḍād et ẓāʾ sont souvent confondus ;
- ʿayn doit être analysé comme étant une occlusive glottale emphatique, soit [ʔ̙ˤ], que l'on transcrit pour plus de commodité [ʕ], bien que ce signe note normalement un autre phonème, c'est-à-dire une fricative pharyngale sonore, présente en hébreu (lettre ע) mais absente de l'arabe ; pendant longtemps (et c'est encore le cas dans nombre d'ouvrages) on a décrit ce phonème comme une fricative pharyngale sonore réelle (variante sonore de [ħ] / ح / ḥ). À propos de ce phonème ع, Ladefoged, dans The Sounds of the World's Languages, dit qu'il n'est ni pharyngal ni fricatif mais épiglottal et spirant, surtout en dialectal. D'après d'autres phonéticiens actuels, cette réalisation fricative ou spirante sonore pharyngale n'est pas attestée (Al-Ani, Gairdner, Kästner, Thelwall et Akram Sa'adeddin), en tout cas pas pour l'arabe classique. On utilise cependant souvent le symbole [ʕ] pour noter le phonème même dans des ouvrages qui indiquent pourtant qu'il ne se prononce pas ainsi. On décrit donc ce phonème complexe de diverses manières :
  - fricative pharyngale sonore (analyse traditionnelle mais considérée caduque) : [ʕ] ;
  - spirante épiglottale sonore (analyse de Ladefoged, Catford) : [ʢ̞] ;
  - spirante pharyngale sonore [ʕ̞] avec possible laryngalisation (= voix craquée [ʕ̞̰]), analyse de Canepari qui donne comme variantes régionales non-neutres une spirante pharyngale sonore avec occlusion laryngale simultanée [ʕ̞̉] ou l’occlusive glottale pharyngalisée [ʔˤ];
  - occlusive glottale pharyngalisée avec recul de la racine de la langue (emphatique ; analyse de Al-Ani, Gairdner, Kästner, Thelwall et Akram Sa'adeddin) : [ʔˁ̙].
- qāf est considéré comme l'emphatique de [k], et se trouve donc parfois transcrit ḳ.

#### Effet decoarticulationdes emphatiques dans un mot
Les consonnes des syllabes d'un même mot précédant ou suivant une consonne emphatique ont tendance à être plus ou moins emphatiques elles aussi, par assimilation et dilation.
D’autre part, les consonnes dites « emphatiques » se distinguent en partie par leur prononciation propre, mais également par l’effet qu’elles ont sur la prononciation des voyelles associées : le fatha sonne comme un « a », et non pas comme un « è », le kesra comme un « é », et non pas comme un « i », et le dhamma comme un « o », et non pas comme un « ou » ; ex.: طَبَّ - thabba, طِبْ - théb, طِرْ - thér, طُرًّا thorran.
Dans le cas de l'arabe, l'influence des emphatiques sur les autres consonnes (et sur les voyelles) est autant régressive (ou « anticipatoire », les syllabes précédant l'emphatique étant touchées) que progressive (ou « persévérative », les syllabes suivant l'emphatique étant concernées). Un y [j] bloque le processus.
Ainsi, une chaîne de phonèmes imaginaire kataṣafan /katas̙ˤafan/ sera réalisée [k̙ˤat̙ˤs̙af̙ˤan̙ˤ] (considérant tout de même que les phonèmes touchés par l'influence de l'emphatique ne sont pas aussi emphatiques que le phonème responsable de l'effet ; ainsi le /k/ au début de l'exemple n'est pas aussi profond que [q], véritable emphatique de /k/), mais une chaîne kaytaṣayfan /kajtas̙ˤajfan/ vaudra en théorie [kajt̙ˤas̙ˤajfan] : seul le /t/ sera touché, les autres consonnes étant « protégées » par le [j].
La présence d'emphatique, comme on le verra plus loin, a aussi une influence sur le timbre des voyelles.

## Voyelles

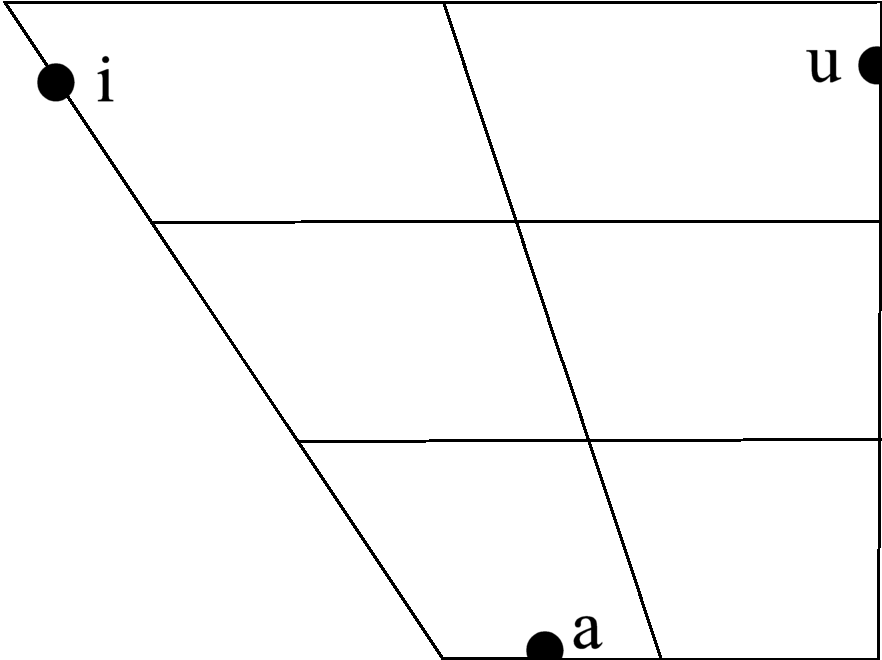
Système vocalique arabe.

Le système vocalique de l'arabe est fort simple. Il n'a, pour ainsi dire, que trois timbres et quelques diphtongues composées des timbres fondamentaux.
Dans l’écriture, ils se placent comme diacritique au-dessus ou au-dessous d'une lettre, matérialisée ici par le trait horizontal. On exprime les sons des voyelles par les trois signes ‹ ــَـ ›, ‹ ــُـ › et ‹ ــِـ ›. Ces signes ne se lisent et ne se prononcent qu'après la lettre consonne avec laquelle ils forment un son articulé.
- Le premier ‹ ــَـ › (‹ a ›) se nomme fatḥa et indique tantôt [a], tantôt [ɛ].
- Le signe ‹ ــُـ › (‹ u ›) se nomme ḍamma, se place toujours au-dessus de la lettre et indique tantôt [o], tantôt [u].
- Le dernier ‹ ــِـ › (‹ i ›) s'appelle kasra et indique tantôt [i], tantôt [e][18].

Le « a » est en réalité une voyelle neutre, de repos, qui peut être altérée par deux types de mise en tension, horizontale pour « i » et verticale pour « o »[Quoi ?]. Les arabophones, en parlant, ne font pas toujours entendre la voyelle régulière, mais un certain son qui n'est ni celui de l' « a », ni celui de l' « e », ni celui de l'o, et qui est une sorte d'intermédiaire entre le son de l' « e » et celui de l' « a ».
Par rapport à ces voyelles, les deux consonnes [j] (ي) et [w] (و) jouent un rôle particulier, parce qu’elles sont l’aboutissement sous forme de consonne de cette mise en tension d’une voyelle : de ce point de vue, [j] (ي) et [w] (و) ne sont que les variantes devant ou après voyelle de [i] (ــِـ) et [u] (ــُـ) respectivement. De ce fait, il n’y a pas de différence sensible entre une syllabe fermée par une voyelle faible et une diphtongue :
- Les séquences [ij] (ــِـيْ) et [uw] (ــُوْ) ne se différencient pas des voyelles longues, et sont en pratique réalisées [iː] et [uː] (notées respectivement ī et ū, ou î et û).
- Les séquences [aj] (ـَيْ) et [aw] (ـَوْ) existent effectivement en arabe, et s’analysent comme une syllabe fermée par une voyelle faible.
- Les séquences théoriques [uj] (ــُيْ) et [iw] (ــِـوْ) n’existent pas, parce qu’elles représentent la rencontre impossible d’une tension « verticale » en « u » et d’une « horizontale » en « i » ; la voyelle se résout alors en « a » pour retomber sur le cas précédent.

Contrairement à la prolongation simple, la diphtongue se marque par un djezma (ــْـ) sur la lettre de prolongation.
En dialectal, les timbres sont profondément altérés.
Dans la pratique, il existe un plus grand nombre d'allophones, surtout dans le contexte emphatique.

### Simples
- fermées : [i], [iː] (transcrit ‹ ī ›), [u] et [uː] (transcrit ‹ ū ›);
- ouvertes : [a] et [aː] (transcrit ‹ ā › ou ‹ â ›) ;

### Diphtongues
[j] et [w] ne sont que les variantes devant ou après voyelle de [i] et [u] respectivement. De fait, les diphtongues [ij] et [uw] sont réalisées [iː] et [uː] (notées ‹ ī ›, ‹ ū › ou ‹ î › et ‹ û › respectivement) :
- fermées : [ij] = [iː] [uw] = [uː] ;
- ouvertes : [aʲ] [aʷ].

### Allophones des voyelles en contexte
Les voyelles changent légèrement de timbre selon le contexte dans lequel elles se trouvent. Deux d'entre eux en particulier sont remarquables : lorsque la voyelle est précédée ou suivie dans le même mot d'une emphatique et en fin de mot.
1. L'influence des emphatiques s'applique aussi aux voyelles. Un ḥāʾ [ħ] possède le même effet qu'une emphatique :
- [a] > [ɑ] ;
- [i] et [iː] > [ɨ] ;
- [u] et [uː] > [ʊ].

Dans des prononciations encore plus relâchées, [i], [iː], [u] et [uː] peuvent être prononcés [ɤ].
2. En fin de mot, [a] > [ɐ] .Les voyelles longues subissent aussi souvent un abrègement en fin de mot.